# Isidoides armata
Isidoides armata är en korallart som beskrevs av Nutting 1910. Isidoides armata ingår i släktet Isidoides och familjen Chrysogorgiidae. Inga underarter finns listade i Catalogue of Life.